# Нива Трудовая
Ни́ва Трудова́я (укр. Ни́ва Трудова́) — село,
Ниво-Трудовский сельский совет,
Апостоловский район,
Днепропетровская область,
Украина.
Код КОАТУУ — 1220387701. Население по переписи 2001 года составляло 4004 человека.
Является административным центром Ниво-Трудовского сельского совета, в который, кроме того, входят сёла
Садовое,
Солдатское и
Зоряное.

## Географическое положение
Село Нива Трудовая находится на правом берегу канала Днепр — Кривой Рог, ниже по течению на расстоянии в 1 км расположено село Весёлые Чумаки, на противоположном берегу — село Зоряное.
Рядом проходит железная дорога, станция Платформа 29 км.

## История
- 1926 — дата основания. Село Нива Трудовая основали иммигранты из Южной Америки и Канады.

## Экономика
- Молочно-товарная и свино-товарная фермы, машинно-тракторные мастерские.
- Апостоловский комбикормовый завод.

## Объекты социальной сферы
- Школа.
- Музыкальная школа.
- Дом культуры.
- Спортивный комплекс.
- Детский сад

## Достопримечательности
- Братская могила советских воинов.